# Il capitano degli ussari (film 1940)
Il capitano degli ussari è un film del 1940 diretto da Sándor Szlatinay, con Enrico Viarisio e Pina Gallini.

## Trama
Varady, ex capitano degli ussari, viene convocato urgentemente dalle sue sorelle nella tenuta di famiglia situata nella campagna ungherese. Suo figlio, che studia a Budapest, si è messo nei guai, contraendo molti debiti. Varady, una volta arrivato nella capitale ungherese, si lascia andare alla vita sregolata insieme a suo figlio e sperpera i soldi che le sue sorelle gli hanno affidato. Il figlio è innamorato di una ballerina e Varady, appena la vede, riconosce la donna che ha amato quando, da capitano, era di stanza a Budapest. Anche lei gli confessa di amarlo ancora, ma prima di sposarla, Varady dovrà vedersela con suo figlio e con i suoi sentimenti.

## Produzione
Il film è stato realizzato presso i Fert Studios di Torino e i set del film sono stati disegnati da Alfredo Montori.
È stata prodotta anche una versione del film in ungherese.